# Marie Muller
Marie Muller (Filderstadt, Alemanya, 29 de juliol de 1985) és una judoka luxemburguesa d'origen alemany.
La primera competició oficial en què Marie Muller va participar fou el torneig EM sots-22 disputat a Ljubljana el 2004, on va acabar en tercera posició. Des d'aleshores Muller ha participat en unes 20 competicions, incloent els Jocs Olímpics de 2008 disputats a Pequín. A més de la seva participació en la cita olímpica, el seu resultat més important és un primer lloc a l'obert de Suècia del 2007, i una primera posició al Campionat del Món de Birmingham del 2008.